# Jan Louwers
Jan Louwers (né le 3 juillet 1930 à Eindhoven et mort le 1er novembre 2012 dans sa ville natale), est un footballeur néerlandais.
Le stade du FC Eindhoven porte son nom.

## Palmarès
- Champion des Pays-Bas en 1954 avec le FC Eindhoven et en 1963 avec le PSV Eindhoven